# ІРБІС
ІРБІС, або рос. ИРБИС — интегрированная развивающаяся библиотечно-информационная система  — система автоматизації бібліотек, розробником якої виступає Державна публічна науково-технічна бібліотека Росії, взята для використання багатьма бібліотеками України: Національна бібліотека України імені В. І. Вернадського, Національна наукова медична бібліотека України, Національна історична бібліотека України, Кіровоградська обласна універсальна наукова бібліотека імені Д. І. Чижевського, Житомирська обласна універсальна наукова бібліотека імені Олега Ольжича тощо.

## Характеристики
- Система дозволяє працювати у локальних обчислювальних мережах будь-якого типу без обмеження кількості користувачів.
- Система вільно інтегрується у корпоративні бібліотечні системи та технології.
- Система підтримує велику кількість баз даних, що утворюють електронний каталог.
- Система має можливість створювати словники, на основі яких реалізується швидкий пошук за будь-якими елементами опису.
- Система має засоби для ведення та використання авторитетних файлів, алфавітного покажчика та тезауруса.
- Система підтримує друк документації від листка замовлення до каталожних карток.
- Система вміщує технології використання штрих-кодів на виданнях і квитках.
- Система підтримує перегляд текстів та графічних даних через Інтернет.
- Система має засоби перекладу інтерфейсу на інші мови.
- Система має набір засобів для зручності і наочності інтерфейсу, що спрощують процес введення інформації.
- Система має можливість адаптуватись до умов роботи окремої бібліотеки.
- Система відкрита, що дає можливість користувачу самостійно вносити зміни.

## Продукти
- ІРБІС для MS DOS — інтегрована система автоматизації бібліотек
- ІРБІС64/32 для Windows 95/98 і вище — система для малих та середніх бібліотек
- Web-ІРБІС32 для Windows 95/98 і вище та HTTP-серверів IIS, Apache, WebSite — шлюз для доступу до баз даних ІРБІС64/32
- ІРБІС64 для Windows 2000/XP і вище — система для середніх і великих бібліотек
- OPAC-ІРБІС 64/32 — програмне забезпечення для доступу користувачів Інтернету до електронних каталогів
- Web-ІРБІС64 для Windows 2000/XP і вище та HTTP-серверів IIS, Apache, WebSite — шлюз для доступу до баз даних ІРБІС64
- ІРБІС64 для Windows 2000/XP і вище — система для створення та використання повнотекстових баз даних
- ІРБІС Імідж-каталог для Windows 2000/XP і вище — система для створення імідж-каталогів
- J-ІРБІС для Windows 2000/XP і вище — програмне забезпечення для створення сайтів бібліотек
- ІРБІС-Аналітика — система для автоматичного забезпечення аналітичних описів журнальних статей
- ІРБІС128 — система для корпоративних бібліотечних систем